# Église Saint-Étienne de Chilly-Mazarin
Pour les articles homonymes, voir Église Saint-Étienne et Saint-Étienne (homonymie).
L'église Saint-Étienne est une église paroissiale de culte catholique, dédiée au protomartyr Étienne, située dans la commune française de Chilly-Mazarin et le département de l'Essonne.

## Situation
| \| Localisation de l'église Saint-Étienne dans l'Essonne. · Église Saint-Étienne \| Localisation de l'église Saint-Étienne dans l'Essonne. |
| Localisation de l'église Saint-Étienne dans l'Essonne. · Église Saint-Étienne                                                              |

L'église Saint-Étienne est implantée dans le centre-ville ancien de Chilly-Mazarin sur la place de l'hôtel de ville, sur le versant nord de la vallée de l'Yvette en pays Hurepoix.

## Histoire
L'église Saint-Étienne a été construite entre les XIIe et XIIIe siècles. 

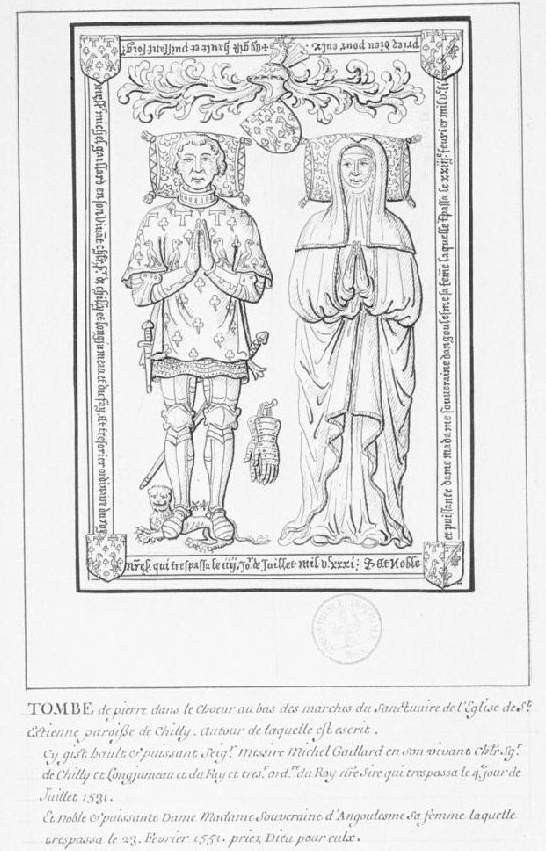
Tombeau de Michel Gaillard et de Souveraine d'Angoulême.

Au XVIe siècle, Michel II Gaillard et sa femme Souveraine d'Angoulême, demi-sœur de François Ier, y sont inhumés,,.
Elle a été remaniée au XVIIe siècle lors de la reconstruction du clocher en 1626. Le roi Louis XIII y entendit la messe le 17 septembre 1613. En 1628, le cimetière qui l'entourait fut transféré. En 1632 fut installée une nouvelle cloche baptisée Antoinette. Durant la Révolution française, l'édifice fut endommagé, la nouvelle municipalité ordonna d'y effacer tout ce qui pouvait rappeler la féodalité, elle devint alors un temple de la Raison jusqu'en 1796. En 1865 la cloche fut fondue pour en faire deux plus petites. L'intérieur de l'église fut classé aux monuments historiques le 12 avril 1923 puis la toiture et la façade inscrites le 17 juin 1987. La dernière restauration intervint en 1974.
En février 2014, le prince Albert II de Monaco a fait don de 20.000 euros à la ville pour la réfection de cette église; Honoré de Grimaldi ayant épousé en 1777 Louise d'Aumont, duchesse de Mazarin, Albert porte toujours le titre de duc de Mazarin et fait bénéficier la ville de sa générosité. Un des vitraux porte les armoiries d’Albert Ier, prince de Monaco.

## Description
L'église est bâtie selon un plan classique avec une nef à un seul vaisseau et à cinq travées surmontée de voûtes à croisée d'ogives et un chœur doté d'un chevet circulaire percé de quatre baies latérales, deux collatéraux complètent le tout. À l'angle nord-est fut ajouté le clocher carré soutenu par des contreforts et percé de baies géminées, l'escalier d'accès est lui dans une poivrière.
Dans le chœur, les boiseries proviennent de l'ancien prieuré Saint-Éloi, de même que les deux statues de marbre de 1690, sculptées par Laurent Magnier, représentant la Vierge et Saint Jean, qui encadrent le maître-autel (ces statues encadraient à Saint-Éloi dans un même ensemble un Christ en marbre aujourd'hui conservé dans l'église Notre-Dame de Versailles). Le retable est décoré d'un tableau peint en 1639 par Simon Vouet symbolisant l'ensevelissement du Christ classé aux monuments historiques le 20 juin 1905 et le 20 novembre 1979. Une statue de Saint Roch du XVe siècle a été classée à la même date, un bras de lumière en bronze de style Louis XV a été classé le 14 novembre 1907, le cénotaphe du tombeau de Martin Ruzé de Beaulieu en marbre noir et blanc du XVIIe siècle est lui classé depuis le 21 août 1905,.

## Pour approfondir